# Primera Divisió 1995-1996
La Primera Divisió 1995-1996 fu la prima edizione del campionato andorrano di calcio, disputato tra l'autunno 1995 e la primavera 1996 e si concluse con la vittoria finale del FC Encamp, al suo primo titolo.

## Formula
Le squadre partecipanti furono 10 e si incontrarono in partite di andata e ritorno per un totale di 18 giornate. L'ultima classificata venne retrocessa in Segona Divisió.

## Squadre partecipanti
| Club                  | Città               | Stadio                    |
| --------------------- | ------------------- | ------------------------- |
| Costruccions Emprimo  |                     | Estadi Comunal d'Aixovall |
| Deportivo La Massana  | La Massana          | Estadi Comunal d'Aixovall |
| FC Encamp             | Encamp              | Estadi Comunal d'Aixovall |
| Engordany             |                     | Estadi Comunal d'Aixovall |
| Inter Club d'Escaldes | Escaldes-Engordany  | Estadi Comunal d'Aixovall |
| Montanbaldosa         | La Massana          | Estadi Comunal d'Aixovall |
| Principat             | Andorra la Vella    | Estadi Comunal d'Aixovall |
| FC Santa Coloma       | Santa Coloma        | Estadi Comunal d'Aixovall |
| UE Sant Julià         | Sant Julià de Lòria | Estadi Comunal d'Aixovall |
| Spordany Juvenil      | Escaldes-Engordany  | Estadi Comunal d'Aixovall |

## Classifica
|                    | Pos. | Squadra               | Pt | G  | V  | N | P  | GF | GS  | DR  |
| ------------------ | ---- | --------------------- | -- | -- | -- | - | -- | -- | --- | --- |
| Andorra (bandiera) | 1.   | FC Encamp             | 47 | 18 | 15 | 2 | 1  | 64 | 18  | +46 |
|                    | 2.   | Principat             | 45 | 18 | 14 | 3 | 1  | 85 | 22  | +63 |
|                    | 3.   | FC Santa Coloma       | 42 | 18 | 13 | 3 | 2  | 52 | 26  | +26 |
|                    | 4.   | Montanbaldosa         | 25 | 18 | 9  | 1 | 8  | 36 | 29  | +7  |
|                    | 5.   | Deportivo La Massana  | 24 | 18 | 7  | 3 | 8  | 26 | 36  | -10 |
|                    | 6.   | UE Engordany          | 23 | 18 | 7  | 2 | 9  | 38 | 35  | +3  |
|                    | 7.   | Inter Club d'Escaldes | 19 | 18 | 6  | 1 | 11 | 44 | 36  | +8  |
|                    | 8.   | UE Sant Julià         | 16 | 18 | 4  | 4 | 10 | 37 | 44  | -7  |
|                    | 9.   | Spordany Juvenil      | 12 | 18 | 4  | 0 | 14 | 25 | 101 | -76 |
|                    | 10.  | Costruccions Emprimo  | 4  | 18 | 1  | 1 | 16 | 18 | 78  | -60 |

Legenda:

      Campione di Andorra
      Retrocessa in Segona Divisió
Note:

Tre punti a vittoria, uno a pareggio, zero a sconfitta.

### Verdetti
- Campione di Andorra 1995-1996: FC Encamp
- Retrocesso in Segona Divisió: Costruccions Emprimo